# Ольденборстель
Ольденборстель (нім. Oldenborstel) — громада в Німеччині, розташована в землі Шлезвіг-Гольштейн. Входить до складу району Штайнбург. Складова частина об'єднання громад Шенефельд.
Площа — 4,24 км2. Населення становить 117 ос. (станом на 31 грудня 2020).